# Schulensee

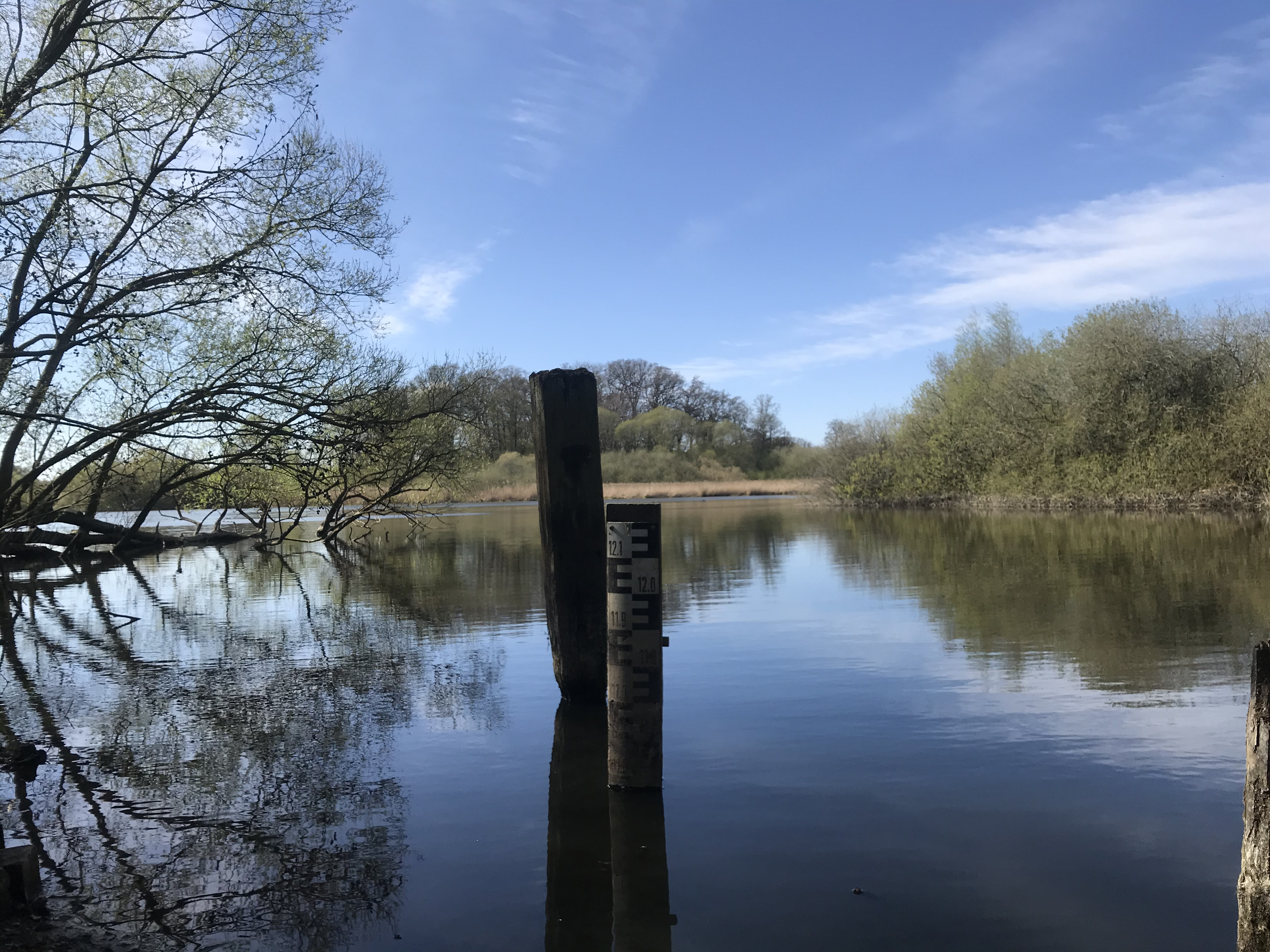
Ostteil, im Vordergrund ein Pegel, im Hintergrund die Halbinsel Jütwarder mit Baumbewuchs.

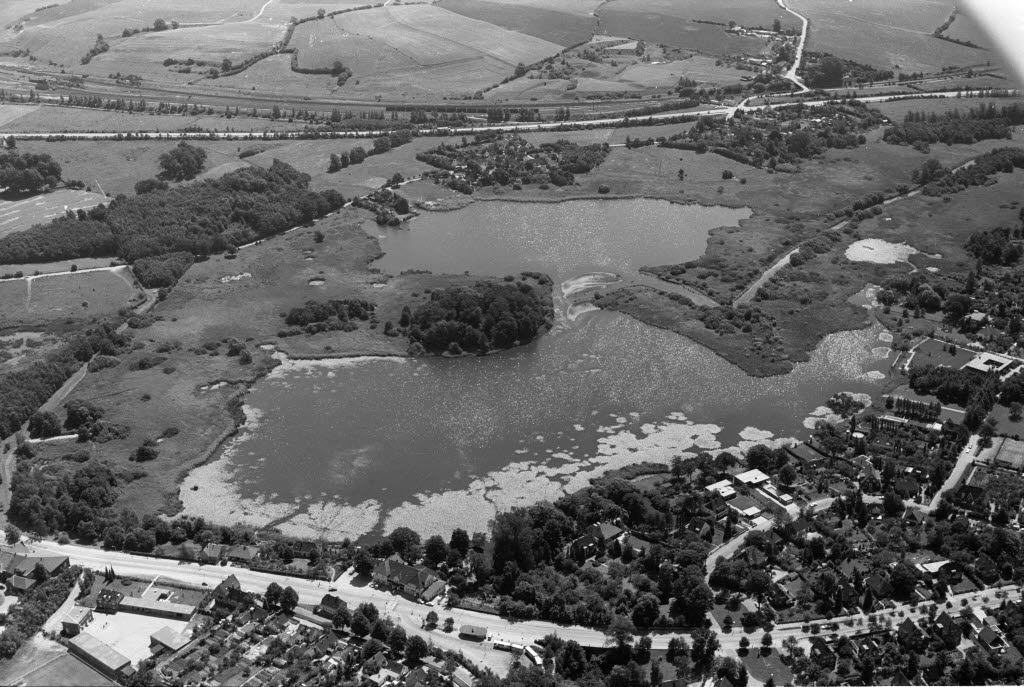
Luftaufnahme von Westen aus (1971)

Der Schulensee ist ein See am Stadtrand der schleswig-holsteinischen Landeshauptstadt Kiel, der bei dem gleichnamigen Ortsteil von Molfsee liegt. Der See liegt im oberen Eidertal in einem Becken, das während der letzten Eiszeit entstanden ist. Der Name ist eine Verkürzung von Schulen(dorf)see.
Der Schulensee verlandet in den letzten Jahrzehnten durch den Sedimenteintrag der Eider zunehmend. Von den ursprünglichen 35 Hektar des Sees sind nur 13 ha übriggeblieben. Er hat eine maximale Wassertiefe von nur zwei Metern (neuere Messungen ergaben sogar eine Wassertiefe des Sees von maximal 1,60 m). Das Wasservolumen hat sich in nur hundert Jahren auf ein Zehntel reduziert. Auf Satellitenbildern lassen sich die ehemaligen Umrisse des damals sehr großen Sees erahnen. Das, was früher zur Seefläche gehörte, ist heute schilfbewachsenes Moorgebiet. Im Zweiten Weltkrieg sind einige Fliegerbomben auf den Schulensee gefallen. Auf der schon vor 100 Jahren vorhandenen Insel, der heutigen Binnenhalbinsel Jütwarder, gibt es vier Bombentrichter. Im umliegenden, verlandeten Sumpfgebiet sind vier bis fünf weitere erkennbar. Die Bombentrichter sind ein Rückzugsgebiet für viele Amphibien.
Nicht nur der Sedimenteintrag der Eider hat zu dem großflächigen Verschwinden des Wasservolumens beigetragen, sondern auch Begradigungen/Veränderung der Flusslandschaft der Eider, die den Wasserstand um ca. einen Meter gesenkt haben. Vertraut man Prognosen, ist in einem weiteren Jahrhundert der Großteil des Sees verschwunden. Der Schulensee wurde in der Vergangenheit an einigen Stellen ausgehoben. Dieser Vorgang wurde allerdings nie wiederholt.
Der See ist seit 1986 Teil des 69 Hektar großen Naturschutzgebietes Schulensee und Umgebung. Nur ein Teil des Sees darf mit Booten befahren werden. Fahrzeuge mit Motoren aller Art sind verboten.
Auf diversen Postkarten der Jahrhundertwende sind am Eiderausfluss Stege und Bootshäuschen zu sehen, die dort zur Gastwirtschaft gehörten, die in dieser Form heute nicht mehr genutzt werden. Die Überreste dieser Holzstege sind noch heute an gleicher Stelle am Uferbereich sichtbar. Als Badesee wird der Schulensee nur noch sehr vereinzelt genutzt. Durch den sehr schlammigen Boden und die geringe Wassertiefe verlor er an Attraktivität. Vom Schulensee aus kann man mit dem Boot eine ca. vierstündige Fahrt auf der Eider zum Westensee machen.

## Ökologie

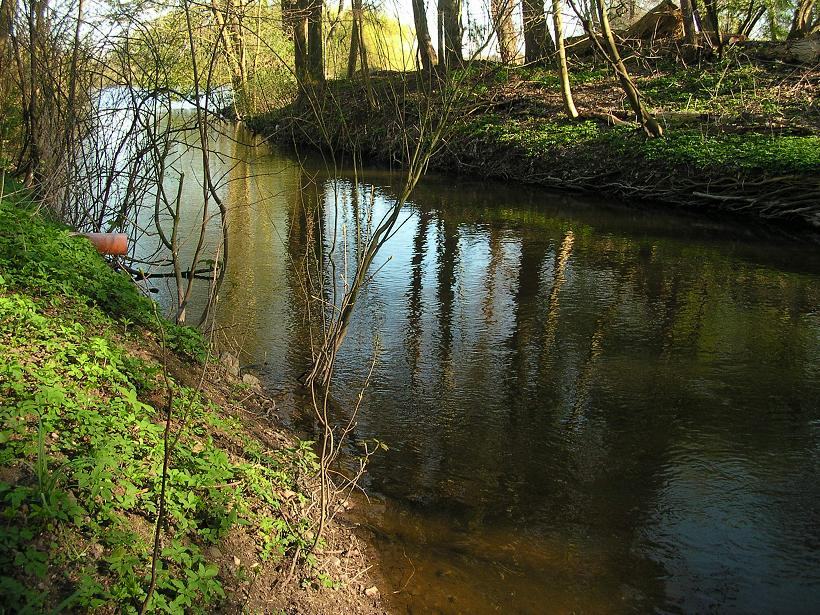
Eider kurz nach Ausfluss

Der See ist fischreich und wird von Pächtern befischt. Besonders Friedfische wie Rotfeder, Rotauge, Brassen und Karpfen sind häufig anzutreffen. An Raubfischen werden Hecht, Aal, Flussbarsch und Zander gefunden.
Der Schulensee ist Lebensraum für Wasservögel, Amphibien und Insekten. Fischreiher, Haubentaucher, Kanadagans und viele andere Vogelarten leben und nisten dort. Frösche und Kröten kommen vermehrt in den Bombentrichtern aus dem Zweiten Weltkrieg rund um den Schulensee vor. Bei den Wasserpflanzen sind die Seerosen dominant, die wegen der geringen Wassertiefe auf der gesamten Seefläche anzutreffen sind. Zu den dominierenden Ufergewächsen gehören Schilfrohr und Weiden. Ein Großteil des Ufers ist sehr schlammig, es gibt aber vereinzelt auch sandige Uferabschnitte. 
Durch den breiteren und viel sedimentreicheren Einfluss der Eider in den See kommt es aufgrund des dünneren Ausflusses der Eider dort zu erhöhter Strömung, und somit zu keinem Absetzen des Sediments. Daher ist der Eiderausfluss aus dem Schulensee seit Jahrhunderten gleich geblieben. Zudem kommen um und im Schulensee seltene Muschelarten vor, die in Schleswig-Holstein auf der Roten Liste bedrohter Tierarten zu finden sind. Der Zufluss der Eider hält den See im Winter in weiten Gebieten eisfrei, sodass die offenen Wasserflächen von zahlreichen Wasservögeln genutzt werden.